# Wiesław Koński
Wiesław Adam Koński (ur. 1949, zm. 5 kwietnia 2018) – polski dziennikarz i prasoznawca, doktor nauk humanistycznych.

## Biografia
Rozpoczął studia na Uniwersytecie Warszawskim w zakresie politologii, które ukończył w 1979. W 1982 został redaktorem naczelnym Notatek Płockich i redagował ponad 10 100 stron czasopism, a także przyczynił się do ukazania 140 numerów czasopisma. 28 czerwca 1990 otrzymał doktorat dzięki pracy zatytułowanej Prasa płocka w latach 1945-1981. Pełnił również funkcję sekretarza w redakcji dwumiesięcznika „Humanizacja Pracy”. Był autorem nagrodzonej pracy pt. Płocka Petrochemia 1960-1985 w redakcji Polityka i innych licznych artykułów. Został uhonorowany wieloma odznaczeniami i nagrodami. Był odznaczony Krzyżem Kawalerskim Orderu Odrodzenia Polski. Został pochowany na Cmentarzu Komunalnym w Płocku.